# Distrito Administrativo Occidental
El Distrito Administrativo Occidental (del ruso: За́падный администрати́вный о́круг, Zapadny administrativny okrug), es uno de los doce distritos (okrugs) administrativos de Moscú, Rusia. Fue fundado en 1991 y tiene una superficie de 117,559 kilómetros cuadrados.
La oficina central de AirBridgeCargo Airlines y de Intel se encuentran en la zona de negocios de la colina Krylatsky en el distrito de Krylatskoye en el okrug. Red Wings Airlines tiene su sede en el distrito de Vnukovo en el okrug.
El Colegio Alemán de Moscú se encuentra en el distrito de Troparyovo-Nikulino del ókrug. La Escuela de Moscú de la Embajada de la India se encuentra en el distrito de Dorogomilovo.

## Distritos
A su vez, dentro del distrito administrativo hay trece distritos:
- Dorogomílovo
- Filiovsky park
- Filí-Davýdkovo
- Krylátskoye
- Kúntsevo
- Mozhaysky
- Novo-Peredélkino
- Ochákovo-Matvéyevskoye
- Prospekt Vernádskogo
- Rámenki
- Sólntsevo
- Troparyovo-Nikúlino
- Vnúkovo

## Ciudades hermanadas
- Wetzlar,  Alemania.